# Лепилемур на Митермайер
Лепилемур на Митермайер (Lepilemur mittermeieri) е вид бозайник от семейство Тънкотели лемури (Lepilemuridae). Видът е застрашен от изчезване.

## Разпространение
Разпространен е в Мадагаскар.